# Hypsibema
Hypsibema ("vysoký krok") je pochybný a málo známý rod velkého ptakopánvého ornitopodního dinosaura z období svrchní křídy (věk kampán, asi před 84 až 72 miliony let).

## Popis
Velké fosilní kosti tohoto dinosaura byly objeveny v amerických státech Severní Karolína a Missouri (někdejší ostrovní kontinent Appalačie). Zřejmě šlo o hadrosaurida, přestože některé fosilie byly pokládány za pozůstatky jakéhosi menšího sauropodního dinosaura. V Missouri byly v roce 2021 objeveny fosilní pozůstatky mláděte tohoto dinosaura (označovaného jako "Parrosaurus")
Podle některých odhadů mohl tento hadrosauroid dosahovat délky kolem 15 metrů a hmotnosti zhruba 10 tun. Jiné odhady udávají spíše délku 9 až 11 metrů a hmotnost asi do 3,6 tuny.

## Historie
Typový druh H. crassicauda popsal paleontolog E. D. Cope v roce 1869. Další druh, H. missouriensis (Parrosaurus) je od roku 2004 oficiálním státním dinosaurem Missouri, oba druhy jsou však známé jen podle fragmentárního materiálu v podobě ocasních obratlů a kostí končetin (jde o nomen dubium). V roce 2022 bylo rodové jméno dinosaura oficiálně změněno na Parrosaurus, stejně jako jméno státního dinosaura Missouri.